# Tobias Foss
Tobias Svendsen Foss (Vingrom, 25 de mayo de 1997) es un ciclista profesional noruego miembro del equipo INEOS Grenadiers.

## Trayectoria
En agosto de 2019, un mes después de haberse anunciado su fichaje por el Team Jumbo-Visma para 2020, ganó el Tour del Porvenir. Desde su incorporación al equipo neerlandés ganó varios campeonatos nacionales, dos de ellos en contrarreloj, modalidad en la que se proclamó campeón del mundo en el año 2022.
El 27 de noviembre de 2023 se hizo oficial su fichaje por el INEOS Grenadiers hasta el año 2026. En su primer año en el equipo consiguió ganar una etapa en el Tour de los Alpes.

## Palmarés
2019
- Tour del Porvenir

2020
- 2.º en el Campeonato de Noruega Contrarreloj

2021
- Campeonato de Noruega Contrarreloj
- Campeonato de Noruega en Ruta

2022
- Campeonato de Noruega Contrarreloj
- Campeonato Mundial Contrarreloj

2024
- 1 etapa del Tour de los Alpes
- 2.º en el Campeonato de Noruega Contrarreloj

2025
- Campeonato de Noruega Contrarreloj

## Resultados

### Grandes Vueltas
| Carrera | Carrera         | 2017 | 2018 | 2019 | 2020 | 2021 | 2022 | 2023 | 2024 | 2025 |
| ------- | --------------- | ---- | ---- | ---- | ---- | ---- | ---- | ---- | ---- | ---- |
|         | Giro de Italia  | —    | —    | —    | Ab.  | 9.º  | 54.º | —    | 79.º | —    |
|         | Tour de Francia | —    | —    | —    | —    | —    | —    | —    | —    | 70.º |
|         | Vuelta a España | —    | —    | —    | —    | —    | —    | —    | —    | —    |

### Clásicas, Campeonatos y JJ.OO.
| Strade Bianche          | Strade Bianche          | —             | —             | —             | —             | 46.º | —     | —    | —    | —     |    |    |
|                         | Milán-San Remo          | —             | —             | —             | —             | —    | —     | —    | —    | 43.º  |    |    |
| E3 Saxo Classic         | E3 Saxo Classic         | —             | —             | —             | X             | —    | —     | —    | —    | 125.º |    |    |
| Gante-Wevelgem          | Gante-Wevelgem          | —             | —             | —             | —             | —    | —     | —    | —    | 77.º  |    |    |
| A Través de Flandes     | A Través de Flandes     | —             | —             | —             | X             | —    | —     | —    | —    | Ab.   |    |    |
| Amstel Gold Race        | Amstel Gold Race        | —             | —             | —             | X             | —    | —     | —    | —    | Ab.   |    |    |
| Flecha Valona           | Flecha Valona           | —             | —             | —             | —             | —    | —     | —    | —    | 89.º  |    |    |
|                         | Lieja-Bastoña-Lieja     | —             | —             | —             | —             | —    | —     | —    | —    | Ab.   |    |    |
| Bretagne Classic        | Bretagne Classic        | —             | —             | —             | —             | Ab.  | —     | —    | 98.º |       |    |    |
| Gran Premio de Quebec   | Gran Premio de Quebec   | —             | —             | —             | X             | X    | 113.º | —    | —    |       |    |    |
| Gran Premio de Montreal | Gran Premio de Montreal | —             | —             | —             | X             | X    | 40.º  | —    | —    |       |    |    |
|                         | Giro de Lombardía       | —             | —             | —             | —             | —    | Ab.   | —    | —    |       |    |    |
| JJ. OO. (Ruta)          | JJ. OO. (Ruta)          | No se disputó | No se disputó | No se disputó | No se disputó | 61.º | ND    | ND   | 74.º | ND    | ND | ND |
| JJ. OO. (CRI)           | JJ. OO. (CRI)           | No se disputó | No se disputó | No se disputó | No se disputó | 23.º | ND    | ND   | 13.º | ND    | ND | ND |
| Mundial en Ruta         | Mundial en Ruta         | —             | —             | —             | —             | —    | 84.º  | —    | Ab.  |       |    |    |
| Mundial Contrarreloj    | Mundial Contrarreloj    | —             | —             | —             | —             | —    | 1.º   | 11.º | 7.º  |       |    |    |
| Noruega en Ruta         | Noruega en Ruta         | 37.º          | 55.º          | 23.º          | 19.º          | 1.º  | 8.º   | —    | —    | 7.º   |    |    |
| Noruega Contrarreloj    | Noruega Contrarreloj    | 5.º           | 4.º           | 13.º          | 2.º           | 1.º  | 1.º   | —    | 2.º  | 1.º   |    |    |

—: no participa
Ab.: abandono
X: no se disputó

## Equipos
- Team Joker Byggtorget (stagiaire) (2016)[6]
- Joker Icopal (2017)
- Uno-X Norwegian Development Team (2018-2019)
- Team Jumbo-Visma (2020-2023)
- INEOS Grenadiers (2024-)